# Willy Robert Huth

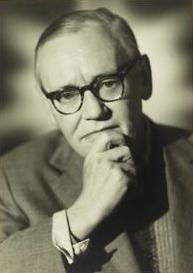
W. R. Huth, Porträtfoto von Minya Diez-Dührkoop, Berlin um 1929

Willy Robert Huth (* 27. Juni 1890 in Erfurt; † 17. März 1977 auf Amrum) war ein deutscher Maler und Grafiker.

## Leben
Huth besuchte zunächst die Kunstgewerbeschule in Erfurt (1904–1906), absolvierte anschließend eine Lehre bei Hofmaler Paul Kämmerer in Stuttgart, wo er in Kontakt mit dem Künstlerkreis um Adolf Hölzel kam. Von 1910 bis 1914 besuchte er die Kunstgewerbeschule Düsseldorf und war Mitarbeiter im Atelier von Wilhelm Kreis. 1914 gestaltete er die Räume der Ausstellung des Deutschen Werkbundes in Köln.
Während des Ersten Weltkriegs wurde er 1915 zum Kriegsdienst eingezogen und geriet 1918 in britische Gefangenschaft. Ab 1919 war er als freischaffender Maler in Berlin im Umkreis von Karl Schmidt-Rottluff, Max Pechstein, George Grosz und Karl Hofer tätig, die ihn nachhaltig beeinflussen. Seine erste Einzelausstellung hatte er dort 1922 in der Galerie des Kunstsammlers Ferdinand Möller. Zwischen 1923 und 1927 unternahm er Reisen nach Italien, Spanien, Österreich, in die Schweiz und nach Paris.
Huth nahm 1923 an der „1. deutschen Expressionistenschau“ in der New Yorker „The Andersen Art Galleries“ teil, gemeinsam mit u. a. Paul Klee, Christian Rohlfs, Erich Heckel, Otto Mueller, Heinrich Nauen und Emil Nolde. Ende der 1920er Jahre wurde er Mitglied der Berliner Secession und des Deutschen Künstlerbundes. Bis zum Jahr 1933 war er mehrfach in der Preußischen Akademie der Künste, in der Berliner Secession sowie dem Deutschen Künstlerbund vertreten.
Nach der Machtergreifung durch die Nationalsozialisten kam es für Huth zunächst zu erschwerten Arbeitsbedingungen, später folgte ein Ausstellungsverbot. Im Zuge der Beschlagnahmungen „Entarteter Kunst“ durch die Nationalsozialisten wurden zwei Aquarelle und neun Druckgrafiken beschlagnahmt. Im Zweiten Weltkrieg wurde Huth 1944 zum Dienst beim Grenzschutz eingezogen und geriet in sowjetische Gefangenschaft. 1945 kehrte er nach Berlin zurück. Durch Bombenangriffe war sein Atelier mit seinen Werken zerstört worden.
1945/1946 war Huth in Berlin auf der vom Kulturbund zur Demokratischen Erneuerung Deutschlands veranstalteten Ausstellung Bildender Künstler mit drei Bildern vertreten.
Ab 1945 gehörte Huth zu den ersten Lehrern an der späteren Kunsthochschule Berlin-Weißensee. Ab 1946 erhielt er auf Initiative Karl Hofers eine Professur an der Hochschule für Bildende Künste in Berlin, die er bis 1957 ausübte. Außerdem war er 1949 Gründungsmitglied der Berliner Neuen Gruppe. In den Jahren 1965 bis 1967 war er jährlich Ehrengast in der Villa Massimo in Rom.

## Werk
Huth war ein Vertreter des Expressionismus, der sowohl intensive als auch gedeckte Farbtöne in seinen Werken einsetzte. Er malte Natur- und Stadtlandschaften, Architekturen, Stillleben, Figuren und Porträts, darunter einige Selbstporträts. Zu seinen landschaftlichen Motiven gehörten unter anderem die Ost- und Nordseeküste, Amrum und das zerstörte Berlin. Er thematisierte sowohl die Schrecken des Krieges und der Gefangenschaft, als auch die Freuden des Lebens, die sich in Szenen aus dem Karneval, Zirkus und Jahrmarkt ausdrückten. Letztere Motive wählte er bevorzugt in den Jahren vor dem Zweiten Weltkrieg. Er kam bis ins hohe Alter auf das Fischland und den Darss, wo zumeist Aquarelle und kleinformatige Zeichnungen entstanden.
Seine Werke wurden u. a. ausgestellt in Hamburg, Berlin, im Museum Schleswig, Köln und Kiel. Einige seiner Arbeiten befinden sich in Sammlungen der Alten und Neuen Nationalgalerie Berlin, Angermuseum, Altonaer Museum, Saarlandmuseum und Pinakothek der Moderne.